# Lista de dinossauros da Austrália e Antártida
Esta é uma lista de dinossauros cujos restos foram recuperados na Austrália e na Antártida.

## Lista de dinossauros da Austrália e da Antártida
| Nome              | Período   | Localização | Dieta[1]       | Notas                |
| ----------------- | --------- | ----------- | -------------- | -------------------- |
| Antarctopelta     | Cretáceo  | Antártida   | herbívoro      | —                    |
| Atlascopcosaurus  | Cretáceo  | Austrália   | herbívoro      | —                    |
| Australovenator   | Cretáceo  | Austrália   | carnívoro      | —                    |
| Austrosaurus      | Cretáceo  | Austrália   | herbívoro      | —                    |
| Cryolophosaurus   | Jurássico | Antártida   | carnívoro      | —                    |
| Diamantinasaurus  | Cretáceo  | Austrália   | herbívoro      | —                    |
| Fulgurotherium    | Cretáceo  | Austrália   | herbívoro      | —                    |
| Glacialisaurus    | Jurássico | Antártida   | onívoro        | —                    |
| Kakuru            | Cretáceo  | Austrália   | onívoro        | —                    |
| Leaellynasaura    | Cretáceo  | Austrália   | herbívoro      | —                    |
| Minmi             | Cretáceo  | Austrália   | herbívoro      | Dois bons exemplares |
| Muttaburrasaurus  | Cretáceo  | Austrália   | herbívoro      | —                    |
| Ozraptor          | Jurássico | Austrália   | carnívoro      | —                    |
| Qantassaurus      | Cretáceo  | Austrália   | herbívoro      | —                    |
| Rapator           | Cretáceo  | Austrália   | carnívoro      | —                    |
| Rhoetosaurus      | Jurássico | Austrália   | herbívoro      | —                    |
| Serendipaceratops | Cretáceo  | Austrália   | herbívoro      | —                    |
| Skartopus         | Cretáceo  | Austrália   | carnívoro      | Ichnotáxon           |
| Timimus           | Cretáceo  | Austrália   | onívoro        | —                    |
| Trinisaura        | Cretáceo  | Antártida   | herbívoro      | —                    |
| Walgettosuchus    | Cretáceo  | Austrália   | (desconhecido) | —                    |
| Wintonopus        | Cretáceo  | Austrália   | herbívoro      | Ichnotáxon           |
| Wintonotitan      | Cretáceo  | Austrália   | herbívoro      | —                    |

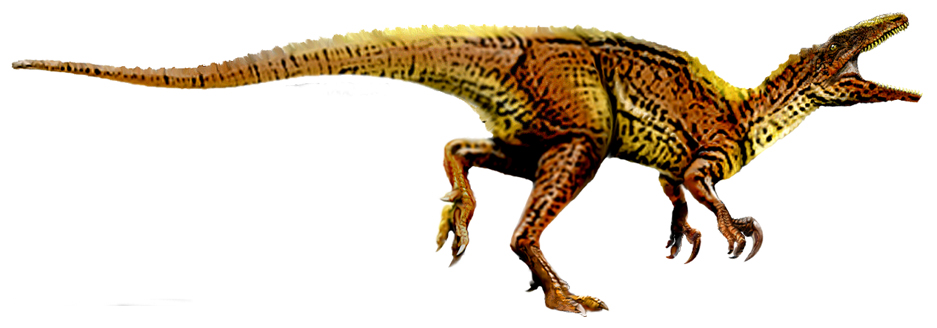
Australovenator

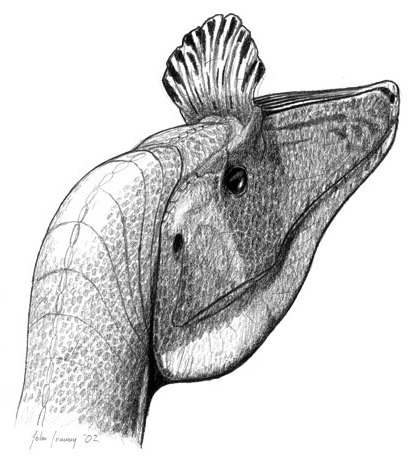
Cryolophosaurus

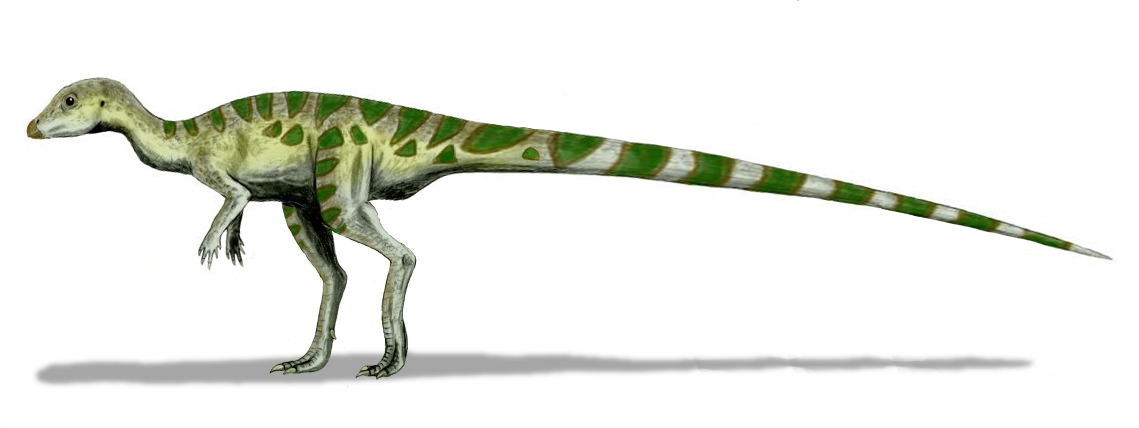
Leaellynasaura

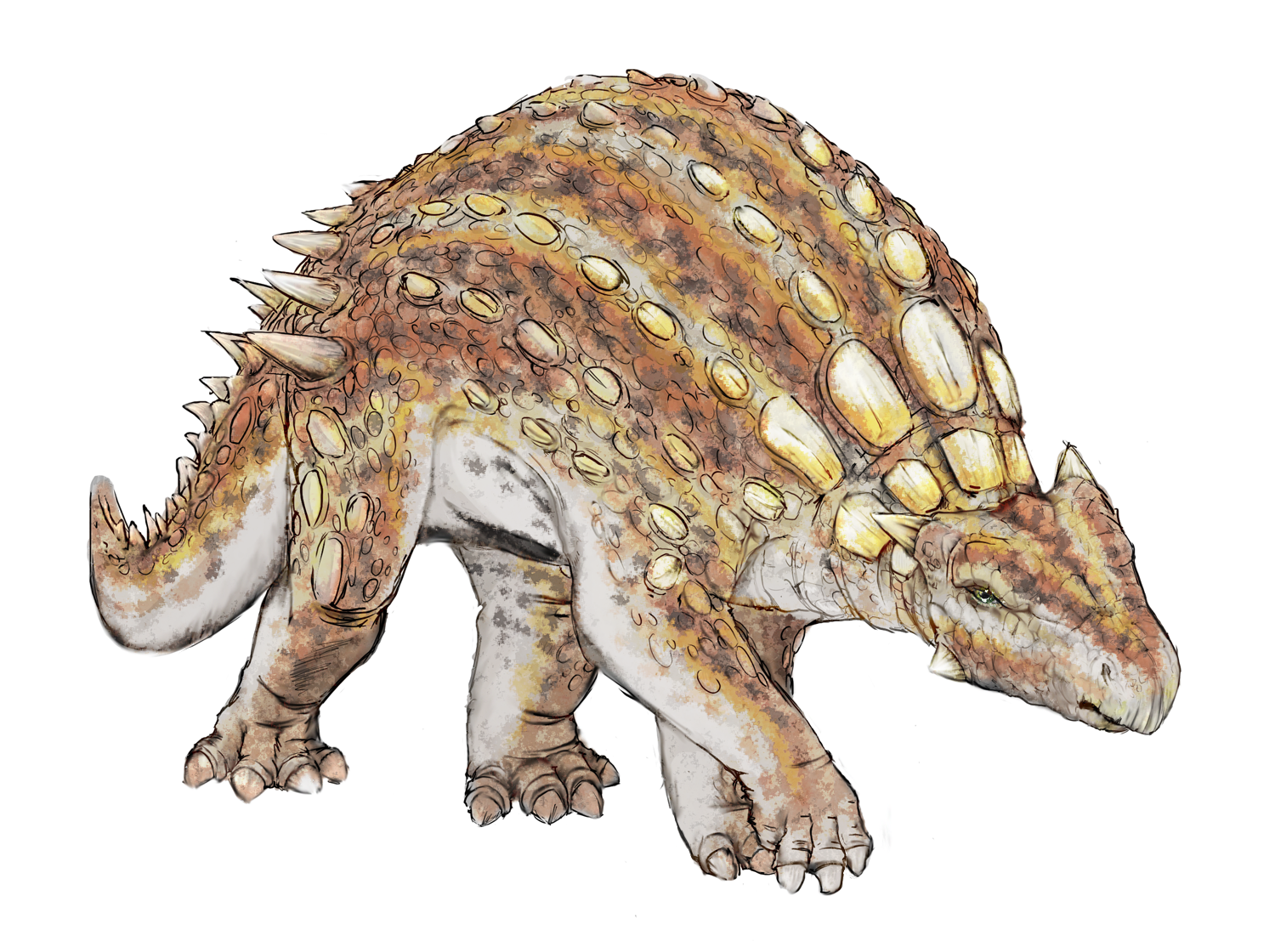
Minmi

Agrosaurus é um nomen dubium ou sinônimo júnior de Thecodontosaurus. Ele não é mais considerado um gênero australiano.

## Legenda
| Nomen dubium |
| Inválido     |
| Nomen nudum  |

## Cronologia
Esta é uma linha do tempo dos dinossauros selecionados da lista acima. O tempo é medido em milhões de anos atrás ao longo do eixo-x.

## Critérios para inclusão
- A criatura deve aparecer na lista de dinossauros.
- Fósseis da criatura devem ser encontrados na Austrália e Antártida.
- Esta lista é um complemento da Categoria:Dinossauros da Austrália e Categoria:Dinossauros da Antártida